# Midsommarkransen
Midsommarkransen – dzielnica (stadsdel) Sztokholmu, położona w jego południowej części (Söderort) i wchodząca w skład stadsdelsområde Hägersten-Liljeholmen. Graniczy z dzielnicami Hägerstensåsen, Aspudden, Liljeholmen i Västberga.
Według danych opublikowanych przez gminę Sztokholm, 31 grudnia 2020 r. Midsommarkransen liczyło 11 713 mieszkańców. Powierzchnia dzielnicy wynosi 0,98 km².
W granicach dzielnicy położone są dwie stacje czerwonej linii (T14) sztokholmskiego metra, Midsommarkransen i Telefonplan.